# Adidovce
Adidovce (in ungherese Agyidóc, in tedesco Egidishau) è un comune della Slovacchia facente parte del distretto di Humenné, nella regione di Prešov.
Fu citato per la prima volta in un documento storico nel 1568 (Adzudocz), quando nella località la giustizia veniva amministrata secondo le norme del diritto germanico. Nel XVII secolo, il conte György Drugeth lo donò ai gesuiti di Humenné. Nel XVIII secolo passò ai conti Csáky e nel XX secolo agli Andrássy.